# (997) Приска
(997) Приска (лат. Priska) — астероид главного пояса астероидов, принадлежащий к спектральному классу G, входящий в семейство Аденоны. Астероид был открыт 12 июля 1923 года немецким астрономом Карлом Рейнмутом в обсерватории Хайдельберг-Кёнигштуль, Германия. Астероид был назван женским именем, взятым из немецкого ежегодного календаря Lahrer hinkender Bote, и никак не связанным с современниками Рейнмута. Давать имена астероидам без привязки к конкретному человеку было обычной практикой астронома.

## Орбита и классификация
Орбита астероида имеет большую полуось 2,671 а. е. эксцентриситет 0,18 и наклон  относительно эклиптики 11°. Эти параметры соответствуют небольшому семейству  углеродистых астероидов Адеоны в центральной части главного пояса астероидов.

## Физические характеристики
В классификации SMASS Приска относится к астероидам Ch-подтипа, что соответствует спектральному классу G по классификации Толена с поглощением на длине волны 0,7 мкм. Это астероид, спектр поглощения которого указывает на наличие на нем гидратированный углеродистый соединений.
На основании кривых блеска был рассчитан период вращения равный 16.22 часов. Разница звёздных величин на кривой составляет 0,61. Такой большой перепад яркости обычно указывает на удлиненную форму астероида.
Согласно данным наблюдения инфракрасных спутников IRAS,  Akari  и WISE астероид имеет диаметр между 16.71 и 20.391 км, а альбедо поверхности между 0.037 и 0.088.